# 初瀨號戰艦

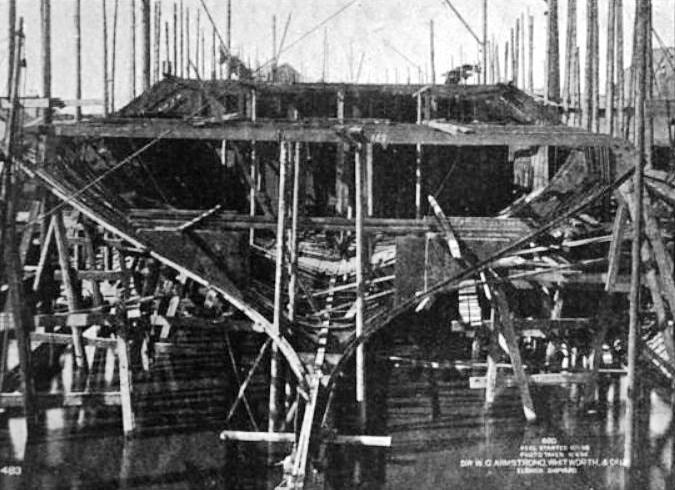
初瀨的船身在龍骨建造完成之後的三個月完成。

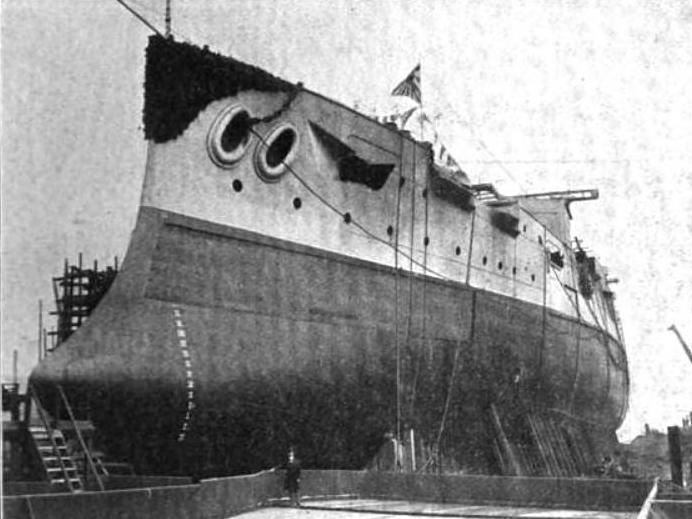
船身完成建造且準備下水的初瀨

初瀨（はつせ）是日本海軍的戰艦。敷島級戰艦三號艦。與其餘五艘日本戰艦（富士、八島、敷島、朝日、三笠）在1904年至1905年的日俄戰爭中組成日本主要戰艦群。

## 艦歷
它於1898年1月10日在英國阿姆斯特朗造船廠動工，1899年6月27日下水，1901年1月18日服役，4月15日到達横須賀。
它於1904年隸屬日本海軍第1艦隊第1戰隊，參加日俄戰爭，2月6日開始參加封鎖旅順港。5月15日10:50在旅順港外觸雷，導致無法控制方向，12:33再度觸雷後沈没，1905年5月21日除籍。

## 同級艦
| 船名 | 圖片 |
| ---- | ---- |
| 敷島 |      |
| 朝日 |      |
| 三笠 |      |

## 關連項目
- 大日本帝國海軍艦艇一覽